# Кореляційна функція
Кореляційна функція (кореляційний момент) — функція часу або просторових координат, яка задає кореляцію у системах із випадковими процесами.
Залежна від часу кореляція двох випадкових функцій X(t) та Y(t) визначається, як
{\displaystyle C(t,t^{\prime })=\langle X(t)Y(t^{\prime })\rangle },
де кутові дужки позначають процедуру усереднення.
Якщо кореляційна функція обчислюється для одного й того ж процесу, вона називається автокореляційною:
{\displaystyle C_{auto}(t,t^{\prime })=\langle X(t)X(t^{\prime })\rangle }.
Аналогічно, можна обчислити кореляційну функцію для процесів, що відбуваються в різних точках простору у різні моменти часу:
{\displaystyle C(t,\mathbf {r} ,t^{\prime },\mathbf {r} ^{\prime })=\langle X(t,\mathbf {r} )Y(t^{\prime },\mathbf {r} ^{\prime })\rangle }.
Кореляційні функції широко використовуються у статистичній фізиці та інших дисциплінах, які вивчають випадкові (стохастичні) процеси.
Взаємокореляційною функцією (ВКФ) називають скалярний добуток двох сигналів. Взаємокореляційна функція застосовується для визначення подібності сигналів та розміщення їх на осі часу.

## Усереднення
Надане означення уникає питання про те, яким чином обчислюється середнє. В статистичній механіці існує два способи усереднення — по часу й по статистичному ансамблю.